# Isoplatoides
Isoplatoides is een geslacht van vliesvleugeligen uit de familie Pteromalidae. De wetenschappelijke naam van dit geslacht is voor het eerst geldig gepubliceerd in 1913 door Girault.

## Soorten
Het geslacht Isoplatoides omvat de volgende soorten:
- Isoplatoides aereifemur (Girault, 1928)
- Isoplatoides bifasciatus Girault, 1913
- Isoplatoides bioculatus (Girault, 1913)
- Isoplatoides bipustulatus Girault, 1913
- Isoplatoides cupreus (Girault, 1913)
- Isoplatoides flavibasalis (Girault, 1915)
- Isoplatoides oceia (Walker, 1839)
- Isoplatoides parviventris (Girault, 1920)
- Isoplatoides pulcher (Girault & Dodd, 1915)
- Isoplatoides quadridentatus Girault, 1929
- Isoplatoides quadripustulatus Girault, 1927
- Isoplatoides quinquefasciatus (Girault, 1915)
- Isoplatoides sagus (Girault & Dodd, 1915)
- Isoplatoides spurcipennis (Girault, 1915)
- Isoplatoides thestor (Walker, 1839)
- Isoplatoides tripustulatus Girault, 1929
- Isoplatoides westralianus (Girault, 1939)